# Prêmio Comunique-se
Prêmio Comunique-se foi um evento organizado pelo Grupo Comunique-se que premia jornalistas do Brasil. Era considerado o “Oscar do Jornalismo Brasileiro”.
O evento possuiu 18 edições, sendo que sua primeira edição ocorreu em 2003 e a última em 2021. O Prêmio de 2020 foi cancelado por causa da pandemia de covid-19.

## Premiados

### Lista por ano
|        |      | Âncora e Apresentador     | Âncora e Apresentador | Âncora e Apresentador | Colunistas           | Colunistas                         | Colunistas     | Comunicação                             | Comunicação            | Cultura                                   | Cultura                                    | Digital               | Digital                        | Digital          | Economia                                  | Economia                                   | Economia                | Empreendedorismo              | Esportes                                  | Esportes                                   | Esportes           |                                     | Nacional                                  | Nacional                                   | Repórter          | Repórter                                             | Repórter                                  | Repórter                                   |                     | Ref.          |
| Edição | Ano  | Âncora de Rádio           | Âncora de TV          | Apresentador          | Colunista de Notícia | Colunista de Opinião / Articulista | Social         | Profissional de Comunicação Corporativa | Propaganda & Marketing | Mídia Impressa (até 2014) / Mídia Escrita | Mídia Eletrônica (até 2014) / Mídia Falada | Influenciador Digital | Jornalista Podcaster           | Tecnologia       | Mídia Impressa (até 2014) / Mídia Escrita | Mídia Eletrônica (até 2014) / Mídia Falada | Jornalista Empreendedor | Cobertura de Empreendedorismo | Mídia Impressa (até 2014) / Mídia Escrita | Mídia Eletrônica (até 2014) / Mídia Falada | Locutor Esportivo  | Liderança de Veículo de Comunicação | Mídia Impressa (até 2014) / Mídia Escrita | Mídia Eletrônica (até 2014) / Mídia Falada | Imagem            | Internacional                                        | Mídia Impressa (até 2014) / Mídia Escrita | Mídia Eletrônica (até 2014) / Mídia Falada | Sustentabilidade    |               |
| ------ | ---- | ------------------------- | --------------------- | --------------------- | -------------------- | ---------------------------------- | -------------- | --------------------------------------- | ---------------------- | ----------------------------------------- | ------------------------------------------ | --------------------- | ------------------------------ | ---------------- | ----------------------------------------- | ------------------------------------------ | ----------------------- | ----------------------------- | ----------------------------------------- | ------------------------------------------ | ------------------ | ----------------------------------- | ----------------------------------------- | ------------------------------------------ | ----------------- | ---------------------------------------------------- | ----------------------------------------- | ------------------------------------------ | ------------------- | ------------- |
| 1      | 2003 |                           | Carlos Nascimento     |                       |                      |                                    |                |                                         |                        |                                           |                                            |                       |                                |                  |                                           |                                            |                         |                               |                                           |                                            |                    |                                     |                                           |                                            |                   |                                                      |                                           |                                            |                     |               |
| 2      | 2004 |                           |                       | Ana Paula Padrão      |                      |                                    |                |                                         |                        |                                           |                                            |                       |                                |                  |                                           |                                            |                         |                               | Juca Kfouri                               | Juca Kfouri                                | Cléber Machado     | Carlos Henrique Schroeder           |                                           |                                            |                   |                                                      |                                           |                                            |                     |               |
| 3      | 2005 |                           | Carlos Nascimento     |                       |                      |                                    |                |                                         |                        |                                           |                                            |                       |                                |                  |                                           |                                            |                         |                               |                                           |                                            | Luís Roberto       |                                     |                                           |                                            |                   |                                                      |                                           |                                            |                     |               |
| 4      | 2006 | Ricardo Boechat           | William Waack         |                       | Ancelmo Gois         | Arnaldo Jabor                      | Mônica Bergamo | Rodolfo Guttilla                        |                        | Artur Xexéo                               | Lorena Calábria                            |                       |                                | Cora Rónai       | Celso Ming                                | Joelmir Beting                             |                         |                               | Juca Kfouri                               | Pedro Bassan                               | Cléber Machado     | Carlos Henrique Schroeder           | Clóvis Rossi                              | Zileide Silva                              | Paulo Zero        | Marcos Uchôa Reali Júnior / Larry Rother             | Eliane Brum                               | Caco Barcellos                             |                     | [ 11 ] [ 12 ] |
| 5      | 2007 |                           |                       |                       |                      |                                    |                |                                         |                        |                                           |                                            |                       |                                |                  |                                           |                                            |                         |                               |                                           |                                            | Luís Roberto       |                                     |                                           |                                            |                   |                                                      |                                           |                                            |                     |               |
| 6      | 2008 |                           |                       |                       | Ricardo Boechat      | Arnaldo Jabor                      | Mônica Bergamo |                                         |                        |                                           |                                            |                       |                                |                  |                                           |                                            |                         |                               | Paulo Vinícius Coelho                     |                                            | Cléber Machado     |                                     |                                           |                                            |                   |                                                      |                                           |                                            |                     |               |
| 7      | 2009 | Milton Jung               | Renata Vasconcellos   |                       | Mônica Bergamo       | Luis Fernando Verissimo            | Sonia Racy     | Fernando Thompson                       | Marili Ribeiro         | Artur Xexéo                               | Marcelo Tas                                | Ricardo Noblat        |                                | Daniela Braun    | Carlos Alberto Sardenberg                 | Joelmir Beting                             |                         |                               | Juca Kfouri                               | Tadeu Schmidt                              | Luís Roberto       | José Trajano                        | Clóvis Rossi                              | Lucia Hippolito                            | Evandro Teixeira  | Sônia Bridi / Sérgio Dávila / Todd Benson            | Elvira Lobato                             | Ernesto Paglia                             | André Trigueiro     |               |
| 8      | 2010 | Ricardo Boechat           | Ricardo Boechat       | -                     | Ricardo Boechat      | José Simão                         | Ancelmo Gois   | Rodolfo Guttilla                        | Renato Pezzotti        | Dorrit Harazim                            | Nelson Motta                               | -                     | -                              | Cristina De Luca | Miriam Leitão                             | Carlos Alberto Sardenberg                  | -                       | -                             | Tostão                                    | Tiago Leifert                              | Milton Leite       | Fernando Mitre                      | Dora Kramer                               | Heródoto Barbeiro                          | Paulo Zero        | Claudia Trevisan / Eleonora Gosman / Pedro Bassan    | Ricardo Kotscho                           | Caco Barcellos                             | Gilberto Dimenstein | [ 18 ]        |
| 9      | 2011 | Luiz Megale               | Renata Vasconcellos   |                       | Mônica Bergamo       | Carlos Heitor Cony                 | Sonia Racy     | Jô Elias                                | Luiz Alberto Marinho   | Artur Xexéo                               | Edney Silvestre                            | Ricardo Noblat        | -                              | Daniela Braun    | Carlos Alberto Sardenberg                 | Miriam Leitão                              |                         |                               | Paulo Vinícius Coelho                     | Tadeu Schmidt                              | Luiz Carlos Júnior | José Trajano                        | Clóvis Rossi                              | Heraldo Pereira                            | Evandro Teixeira  | Marcos Uchôa / Jamil Chade / Tim Vickery             | Elvira Lobato                             | Ernesto Paglia                             | André Trigueiro     | [ 20 ]        |
| 10     | 2012 | Tatiana Vasconcellos      | Ricardo Boechat       | -                     | Ricardo Boechat      | Elio Gaspari                       | Flávio Ricco   | Felix Ximenez                           | Claudia Penteado       | Alberto Pereira Jr.                       | Gilberto Dimenstein                        | Ancelmo Gois          | -                              | Bruno Ferrari    | Miriam Leitão                             | Joelmir Beting                             | -                       | -                             | Juca Kfouri                               | Paulo Vinícius Coelho                      | Milton Leite       | Fernando Mitre                      | Eliane Brum                               | Ricardo Kotscho                            | Claudinei Matosão | Cláudia Trevisan / Roberto Kovalick / Helen Joyce    | Daniela Pinheiro                          | Sônia Bridi                                | Ana Luiza Herzog    | [ 23 ]        |
| 11     | 2013 | Carlos Alberto Sardenberg | Renata Vasconcellos   | -                     | Ancelmo Gois         | Miriam Leitão                      | Patrícia Kogut | Camila Fusco                            | Regina Augusto         | Artur Xexéo                               | Edney Silvestre                            | Ricardo Noblat        | -                              | Daniela Braun    | Carlos Alberto Sardenberg                 | Carlos Alberto Sardenberg                  | -                       | -                             | Mauro Beting                              | Mauro Beting                               | José Silvério      | João Palomino                       | Clóvis Rossi                              | Ricardo Boechat                            | Ana Paula Paiva   | Marcos Uchôa / Jamil Chade / Tim Vickery             | Catia Seabra                              | Pedro Bassan                               | Rosana Jatobá       |               |
| 12     | 2014 | Milton Jung               | Ricardo Boechat       | -                     | Lauro Jardim         | Luis Fernando Verissimo            | Mônica Bergamo | Renato Mendes                           | Audálio Dantas         | Patrícia Kogut                            | Gilberto Dimenstein                        | Ancelmo Gois          | -                              | Cristina de Luca | Miriam Leitão                             | Miriam Leitão                              | -                       | -                             | Juca Kfouri                               | Tino Marcos                                | Milton Leite       | Fernando Mitre                      | Dora Kramer                               | Heraldo Pereira                            | Santiago Andrade  | Roberto Kovalick / Ariel Palacios / Glenn Greenwald  | Ricardo Kotscho                           | Sônia Bridi                                | Ana Luiza Herzog    | [ 30 ] [ 31 ] |
| 13     | 2015 | Carlos Alberto Sardenberg | Sandra Annenberg      | -                     | Miriam Leitão        | Alexandre Garcia                   | -              | Eduardo Pugnali                         | Erich Beting           | Edney Silvestre                           | Raquel Cozer                               | Marcelo Tas           | -                              | Pedro Doria      | Celso Ming                                | Carlos Alberto Sardenberg                  | -                       | -                             | Mauro Beting                              | Abel Neto                                  | Cléber Machado     | Mariza Tavares                      | Ricardo Boechat                           | Ricardo Boechat                            | Claudinei Matosão | Márcio Gomes / Guga Chacra / Tim Vickery             | Daniela Pinheiro                          | Roberto Cabrini                            | Gilberto Dimenstein | [ 37 ]        |
| 14     | 2016 | Ricardo Boechat           | Evaristo Costa        | -                     | Gerson Camarotti     | Miriam Leitão                      | -              | Fabio Sabba                             | Claudia Penteado       | Arthur Veríssimo                          | Adriana Couto                              | Leonardo Sakamoto     | -                              | Cora Rónai       | Thais Herédia                             | Miriam Leitão                              | -                       | -                             | Paulo Vinícius Coelho                     | Glenda Kozlowski                           | Luís Roberto       | William Corrêa                      | Malu Gaspar                               | Heraldo Pereira                            | Paulo Zero        | Caio Blinder / Ilze Scamparini / María Martin        | Natalia Viana                             | Caco Barcellos                             | Rosana Jatobá       | [ 41 ]        |
| 15     | 2017 | Carla Bigatto             | Sandra Annenberg      | -                     | Mônica Bergamo       | José Simão                         | -              | Adriana Lutfi                           | Crisla Ikeda           | Patrícia Kogut                            | Alexandre Henderson                        | Gerson Camarotti      | -                              | Melissa Cossetti | Denise Neumann                            | Carlos Alberto Sardenberg                  | Natalia Viana           | Milton Jung                   | Mauro Beting                              | Fernanda Gentil                            | Cléber Machado     | Sheila Magalhães                    | Ricardo Boechat                           | Ricardo Boechat                            | Severino Silva    | Guga Chacra / Márcio Gomes / Juan Arias              | Daniela Pinheiro                          | Ernesto Paglia                             | André Trigueiro     | [ 49 ] [ 50 ] |
| 16     | 2018 | Ricardo Boechat           | Chico Pinheiro        | -                     | Ricardo Boechat      | Eliane Brum                        | -              | Leonardo Stamillo                       | Claudia Penteado       | Xico Sá                                   | Adriana Couto                              | Andréia Sadi          | -                              | Viviane Werneck  | Nathalia Arcuri                           | Flávia Oliveira                            | Conrado Corsalette      | -                             | Paulo Vinícius Coelho                     | Tino Marcos                                | Luís Roberto       | Manuela Barem                       | Malu Gaspar                               | Zileide Silva                              | Marlene Bergamo   | Claudia Trevisan / Rodrigo Alvarez / Alba Santandreu | Chico Felitti                             | Caco Barcellos                             | Rosana Jatobá       | [ 54 ]        |
| 17     | 2019 | Carla Bigatto             | Sandra Annenberg      | Serginho Groisman     | Mônica Bergamo       | Augusto Nunes                      | -              | Diego Viñas                             | Bruna Calmon           | Artur Xexéo                               | Marcelo Tas                                | Felipe Moura Brasil   | -                              | Carlos Aros      | Denise Campos de Toledo                   | Denise Campos de Toledo                    | Milton Neves            | -                             | Milton Neves                              | Renata Fan                                 | Rômulo Mendonça    | Sheila Magalhães                    | Eliane Brum                               | Augusto Nunes                              | Adriano Gambarini | Guga Chacra                                          | Amanda Audi                               | Roberto Cabrini                            | Márcia Bongiovanni  | [ 59 ]        |
| 18     | 2021 | Vítor Brown               | Christina Lemos       | Luís Ernesto Lacombe  | Guilherme Amado      | Tereza Cruvinel                    | -              | Mariana Passos                          | Erich Beting           | Cristina Padiglione                       | Adriana Couto                              | Luís Ernesto Lacombe  | Daniela Lima & Renata Agostino | Felipe Payão     | Luis Nassif                               | Flávia Oliveira                            | Samy Dana               | -                             | Vitor Sérgio Rodrigues                    | Mauro Beting                               | Téo José           | Thiago Feitosa                      | Guilherme Amado                           | Andréia Sadi                               | Dario Costernaro  | Mariana Becker                                       | Luísa Martins                             | André Hernan                               | Kátia Brasil        | [ 66 ]        |

### Mestres de Jornalismo
É a referência dada ao jornalista que venceu o prêmio por três vezes consecutivas ou cinco não consecutivas.
- Caco Barcellos[67]
- Carlos Alberto Sardenberg[24][68]
- Luis Fernando Veríssimo
- Luís Roberto de Múcio
- Mauro Beting[68]
- Ricardo Boechat[68]
- Sérgio Dávila